# Tactical Ops
Tactical Ops: Assault on Terror je online multiplayerová počítačová hra, která je podobná Counter-Strike. Nejdříve v prosinci 1999 vyšla jako mód pro Unreal Tournament, avšak v roce 2002 v USA již vyšla plná verze, která ke hraní nepotřebovala původní hru Unreal Tournament.
Hra byla vytvořena Kamehan Studios a nynější poslední verze nese označení 3.4.0. Nicméně v roce 2004 dostali fanoušci povolení od Atari k vytvoření patch pro opravu zásadních chyb. Tento patch nese označení 3.5.0 a byl vypuštěn 16. března 2005.

## Herní prvky
Herní prvky Tactical Ops jsou kombinací her Counter-Strike a Unreal Tournament. To znamená, že hra je oproti Counter-Strike svižnější, dovoluje více rychlých pohybů, tak jako tomu je v Unreal Tournament. K zabití protivníka také potřebujete více zásahů, než u Counter-Strike. Díky tomu hra přináší více zábavy v podobě větších přestřelek mezi protivníky, protože Vás většinou jedna rána nezabije.

## Strany
Ve hře existují dvě strany. Teroristé a speciální jednotka. Na začátku každého kola se hráči objeví na svých výchozích bodech. V zónách nákupu (téměř vždy shodná místa s výchozími body), si hráči mohou nakoupit zbraně a vybavení. Každé kolo začíná s desetisekundovou pauzou, k nakoupení zbraní a vybavení. Zbraně a vybavení můžete nakoupit v menu pomocí myši, nebo zrychleně pomocí klávesových zkratek. Hráč může mít najednou až 4 zbraně, avšak každou z jiné skupiny. V první skupině zbraní máme malé ruční pistole. V druhé skupině se vyskytují zbraně střední velikosti, jako je samopal MP5, nebo brokovnice Mossberg 500. Ve třetí skupině máme velké zbraně, jako jsou kulomety, odstřelovací pušky a podobně. V poslední čtvrté kategorii jsou výbušné ruční granáty, kouřový granát, nebo granát se slzným plynem. V neposlední řadě má hráč možnost nakoupit neprůstřelnou vestu, helmu a chrániče na nohy.

## Zahájení hry
Po vypršení zahajovací desetisekundové pauzy, kdy se hráči nemohli hýbat, nastává souboj mezi týmy, kdy se jeden tým snaží druhý tým eliminovat, než vyprší čas pro jedno kolo (obvykle 2 minuty). Druhou možností, jak vyhrát kolo, je splnění scénáře, který daná mapa nabízí.

## Scénáře
Ve hře existuje 5 základních typů scénářů:
- Záchrana rukojmí: Speciální jednotky se snaží najít a zachránit rukojmí, kteří jsou drženi teroristy. Teroristi mají za úkol bránit Speciální jednotce osvobodit rukojmí. Speciální jednotka musí najít všechny rukojmí, kteří jsou na mapě a odvést je k záchrannému bodu, který je většinou shodný s výchozím bodem Speciální jednotky. Teroristé vyhrají, pokud eliminují veškeré hráče Speciální jednotky, nebo pokud vyprší čas kola. Speciální jednotka vyhraje, pokud eliminuje všechny teroristy, nebo pokud zachrání všechny rukojmí.
- Bomba: Teroristé se snaží položit bombu na označeném místě na mapě a chránit ji, dokud nevybuchne. Speciální jednotka se jim v tom snaží zabránit, a pokud již je bomba položena, tak ji zneškodnit než vybuchne. Teroristé vyhrají, když eliminují celou speciální jednotku, nebo pokud vybuchne bomba. Speciální jednotka vyhraje, když eliminuje teroristy. Avšak pokud již teroristé stihli položit bombu, tak musí být zneškodněna, než vybuchne, jinak vyhrají teroristé.
- Hacking: V tomto scénáři jsou na mapě dvě konzole. Jedna pro teroristy a druhá pro speciální jednotku. Vyhrává ten tým, který jako první eliminuje druhý tým, nebo jako první se mu podaří hacknout konzolu protivníka.
- Deathmatch: V tomto typu hry je jediný úkol a to v daném čase eliminovat všechny členy protivníkova týmu. Vyhrává ten tým, který přežije.
- Capture the Flag: Tento scénář je podobný, jako u ostatních multiplayerových her. Úkolem týmu je získat protivníkovu vlajku a dopravit ji zpět ke své vlajce. Na rozdíl od ostatních scénářů, zde hra není rozdělena do kol, ale hraje se „nonstop“. To znamená, že pokud je některý hráč eliminován, tak se ihned objeví na svém výchozím bodě a hraje dál, ale prvních deset sekund po znovuobjevení, hráč nemůže střílet, ani být zasažen. Celou hru vyhrává ten tým, který získá nejvíce vlajek.

## Zbraně
Tactical Ops nabízí velký výběr zbraní. Kromě níže uvedených, které jsou v oficiálním singleplayeru, nabízí některé online servery další zbraně, jako je Steyer AUG, Famas, toxické granáty, C4 bomby a další.
Základní zbraně ve skupinách:
- 1. Skupina:
  - Glock 23 (GL 23)
  - Desert Eagle (Black Hawk)
  - Beretta 92F/FS (9F2 Glorietta)
  - Taurus Raging Bull (Raging Cobra)
- 2. Skupina
  - HK SMG II (AP II)
  - MP5SD
  - MP5 Navy
  - MAC-10 (UZI)
  - Mossberg 590 (Berg 509)
  - Saiga-12 (AS 12)
- 3. Skupina
  - AK-47
  - SIG-551 (SW Commando)
  - Kulomet M60
  - M4A2/M203
  - HK 33 (RK3)
  - Parker Hale M85
  - M16A2
  - MSG90 (SR 90)
- 4. Skupina
  - Granát
  - Třištivý granát
  - Flashbang
  - Dýmovnice